# Гирбасов, Фёдор Прохорович
Фёдор Прохорович Гирбасов (ок. 1822—1899) — елабужский купец 1-й гильдии, один из крупнейших хлеботорговцев камского региона, благотворитель, потомственный почётный гражданин. С 1884 по 1891 годы занимал должность городского головы Елабуги.

## Биография
Формирование капитала династии Гирбасовых, основателем которой считается Фёдор Прохорович, началось с торговли хлебом, чаем, сахаром и табаком. Они владели гончарными заведениями, мельницами, торговыми заведениями. В Елабуге Фёдор Прохорович Гирбасов имел паровую мельницу, которая перемалывала в сутки до 2100 пудов зерна и обслуживалась 52 рабочими. Готовую муку купец продавал в основном в Риге, Санкт-Петербурге, Рыбинске, Нижнем Новгороде, Перми и Елабуге. В 1893 году он учредил фирму «Ф. П. Гирбасов с сыновьями и Ко», основной сферой деятельности которой была торговля бакалеей, хлебными продуктами и комиссионная торговля зерном, которого ежегодно закупалось 510 тысяч пудов.